# Plumularia hargitti
Plumularia hargitti is een hydroïdpoliep uit de familie Plumulariidae. De poliep komt uit het geslacht Plumularia. Plumularia hargitti werd in 1927 voor het eerst wetenschappelijk beschreven door Nutting. 